# Mare Smythii
Mare Smythii (Mar de Smyth), es un mar lunar localizado en el ecuador lunar, en el borde este de la cara visible de la Luna. Tiene un diámetro de 373 km, y un área de 51.950 km², similar al área de Costa Rica. La cuenca Smythii, donde se localiza el mar, es del periodo Pre-Nectárico, mientras que el material circundante es del Nectárico. El material interno del mar es un basalto rico en aluminio, que corresponde a basalto del periodo Ímbrico Superior cubierto con material del Eratosteniano.
|  |

El cráter Neper, que se encuentra al norte del mar, forma parte de la pared sur del Mare Marginis. Justo al noroeste del cráter se encuentran los cráteres Schubert y Schubert B. La zona oscura en el borde sur del mar es el cráter Kästner.
Fue nombrado en honor del astrónomo británico del siglo XIX William Henry Smyth.